# عمر ريزا
عمر ريزا (8 نوفمبر 1979 بإدمونتون في كندا - ) (بالإنجليزية: Omer Riza)‏ هو مدرب كرة قدم ولاعب كرة قدم بريطاني في مركز الهجوم. شارك مع منتخب تركيا ب لكرة القدم ‏. أما مع النوادي، فقد لعب مع أدو دين هاغ وبوريهام وود إف سي ودنيزلي سبور وشروزبري تاون وكامبريدج يونايتد ونادي أرسنال ونادي بارنت ونادي طرابزون سبور ووست هام يونايتد وHiston F.C. ‏ ونادي تشيلمسفورد ونادي ألدرشوت تاون ونادي تشيشونت وHarlow Town F.C. ‏.

## وصلات خارجية
- عمر ريزا على موقع اتحاد تركيا (لاعب) (الإنجليزية)
- عمر ريزا على موقع قاعدة بيانات كرة القدم.إي يو (الإنجليزية)
- عمر ريزا على موقع Soccerbase.com (لاعب) (الإنجليزية)
- عمر ريزا على موقع Soccerway.com (الإنجليزية)